# Садаковский (Киров)
 Садаковский  — поселок в Кировской области. Входит в состав муниципального образования «Город Киров»

## География и транспорт
Посёлок прилегает к западной границе города Киров.
Общественный транспорт Садаковского представлен автобусами. Действует 7  маршрутов: 33 (Киров-Садаковский), 104 (Киров-Бахта), 129 (Киров-Костино), 136 (Киров-Русское), 143 (Киров-Быстрица), 143 (Киров-Быстрица-Башарово), 146 (Киров-Сосновый). 

## История
Известен с 1978 года как Центральная усадьба совхоза Красногорский, в 1989 году 2031 житель. Административно подчиняется Октябрьскому району города Киров.

## Население
Постоянное население составляло 1963 человека (русские 97%) в 2002 году, 2072 в 2010.